# Escadron de transport 41 Verdun
Pour les articles homonymes, voir Verdun (homonymie).
L'escadron de transport 41 Verdun est une unité de transport de l'armée de l'air française équipée de TBM700 stationnée sur la base aérienne 107 de Villacoublay et destinée au transport de hautes autorités militaires.

## Historique

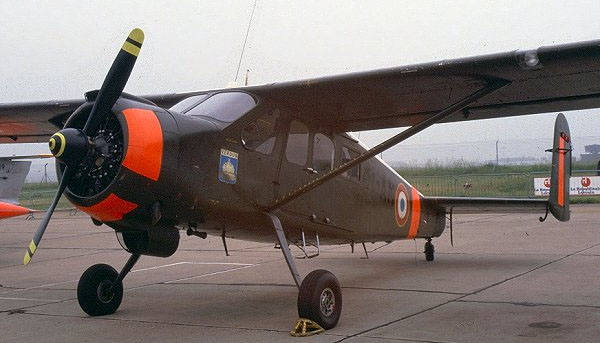
Max-Holste MH-1521M Broussard no 284 "41-AM" de l'ETE41 Verdun sur la BA128 Metz-Frescaty en juin 1986, cet appareil fut détruit lors d'un accident

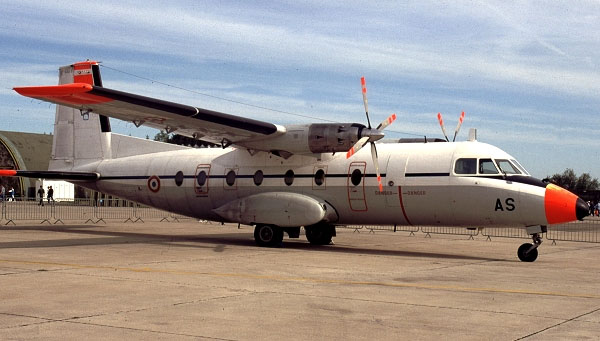
Nord 262 no 110 "AS" de l'ETE41 Verdun sur la BA112 de Reims en septembre 1997

- 1er juillet 1965 : création à Metz de l'Escadron de Liaison Aériennes 41[1]
- 1978 : l'ELA 41 prend le nom de "Verdun"[2]. Il vole sur Nord 262, Broussard et Paris.
- 1983 : l'escadron est désigné ETE 41 "Verdun" (Escadron de Transport et d'Entrainement)
- 1987 : dernier vol du Broussard dans l'escadron
- 1993 : arrivée du TBM-700
- 1996 : l'escadron perd ses MS-760 Paris
- 1er septembre 2004 : création de l'ETM 1/40 "Moselle" à Metz, issu du fusionnement de l'ETE 41 Verdun et l'EH 2/67 Valmy, unités déjà implantées à Frescaty[3].
- 30 août 2011 : l'escadron fait mouvement vers la base de Dijon-Longvic
- 12 septembre 2012 : l'escadron prend sa désignation actuelle ET 41 "Verdun"
- 9 septembre à 2015 : prise de commandement de l'ET 41 par le commandant Sophie Fauconnet à Villacoublay, nouvelle base de l'escadron qui regroupe tous les TBM-700 de la BA107[4].

## Escadrilles
- Verdun sur TBM-700
- Valmy sur Fennec (dissous au moment du mouvement sur Dijon)

## Bases
- 2004-2011 : Base aérienne 128 Metz-Frescaty
- Du 30 août 2011 à septembre 2015 : Base aérienne 102 Dijon-Longvic
- Depuis le 9 septembre 2015 : Base aérienne 107 Villacoublay

## Appareils
- MS 760 Paris : jusqu'en 1990
- Xingu : de 1984 à 1988
- MH-1521 Broussard : jusqu'en 1987
- TBM 700 : à partie de 1993
- AS 555 Fennec : de 1996 à 1998
- AS 355 F1 Écureuil : de 1998 à 2011
- Nord 262 : jusqu'en 2004
- TBM-700